# 朱武
朱武，小说《水滸傳》中的人物，外號「神機軍師」。擅使雙刀，通曉陣法，善策謀略。早期與陳達、楊春於少華山落草，為山上的頭領。後因為救魯智深和史進向梁山泊求救，成功救援後少華山等人歸順梁山。

## 生平
某一天，陳達不理朱武勸告，帶人馬去攻擊史家村，但交戰中為史進所擒獲。朱武用計，與楊春前往找史進，說三人誓同生共死，請求與陳達一同被綁見官。史進為二人之義氣所感動，遂放了陳達。但此事被李吉向官府告發，朱武等救出史進上了少華山。
二龍山、白龍山、桃花山和梁山聯手攻破青州後，二龍山的魯智深邀請少華山的好漢一同聚義，但當時史進被賀太守抓了。魯智深前往拯救，但也失手被捕。朱武便向梁山求援，救出二人，並和眾少華山的好漢一同歸付梁山，成為「同參贊軍務頭領」。
梁山攻打遼國、方臘，朱武任命為盧俊義的軍師。戰役結束後不願回朝，與樊瑞投羅真人修道去了。

## 能力
雖然朱武不见于宋元史料，也不见于《大宋宣和遗事》、《宋江三十六人赞》以及元杂剧等早期水浒故事和文学，从各方面的综合能力来看，他绝对不是一般的山贼流寇，而是个有大才能的人。吴用号称是梁山集团的首席军师，但在他指挥下梁山军队的整体战斗力十分低下，给人的感觉就是一盘散沙，用的战法也都是野路子。論耍陰謀詭計，用套路賺人上山的活，朱武不及他。但說到行軍排陣，打仗用兵，朱武絕不在吳用之下。梁山兵分兩路時，朱武一直是作為盧俊義一方的軍師，多次協助破敵，身份極為重要。盧俊義攻打遼國玉田縣的時候朱武識破耶律得重的陣法，在盧俊義被圍困時，朱武冷靜指揮，終於等到救兵，成功脫險並擊敗遼兵。宋江，盧俊義攻打幽州時，吳用、朱武識破敵軍誘敵之計，宋、盧二人不聽。宋江和兀顏延壽大戰時，朱武與兀顏延壽鬥陣勝利，並將其生擒。攻打王慶的西京時，朱武擊破奚勝的陣法，盧俊義得以攻入西京。攻打方臘的昱嶺關時，盧俊義被打敗，損失六員將領，後朱武用計取下了昱嶺關。按照能力，朱武其實可以排進天罡。

## 影视形象
- 1973年日本NTV版《水浒传》：内田良平
- 1998年央视版《水浒传》：由立平
- 2011年版《水浒传》：程诚
- 2013年版《武松》：王云龙